# Parafia św. Stanisława Biskupa i Męczennika w Bydgoszczy
Parafia Świętego Stanisława Biskupa i Męczennika w Bydgoszczy – rzymskokatolicka parafia w Bydgoszczy, erygowana w 1946 roku. Należy do dekanatu Bydgoszcz VI.

## Historia
Parafia przy kościele pw. św. Stanisława Biskupa i Męczennika została ustanowiona 1 października 1946 r. przez arcybiskupa Augusta Hlonda. Pierwszym proboszczem został ks. Jan Więckiewicz. Następnie parafią kierowali jego następcy:
- 1948–1957: ks. Józef Batkowski
- 1957–1971: ks. Tadeusz Pomin
- 1971–1974: ks. Józef Kozłowski
- 1974–1993: ks. Konrad Hildebrand
- 1993–2008: ks. Narcyz Wojnowski
- od 2008: ks. Janusz Tusk

## Bibliografia

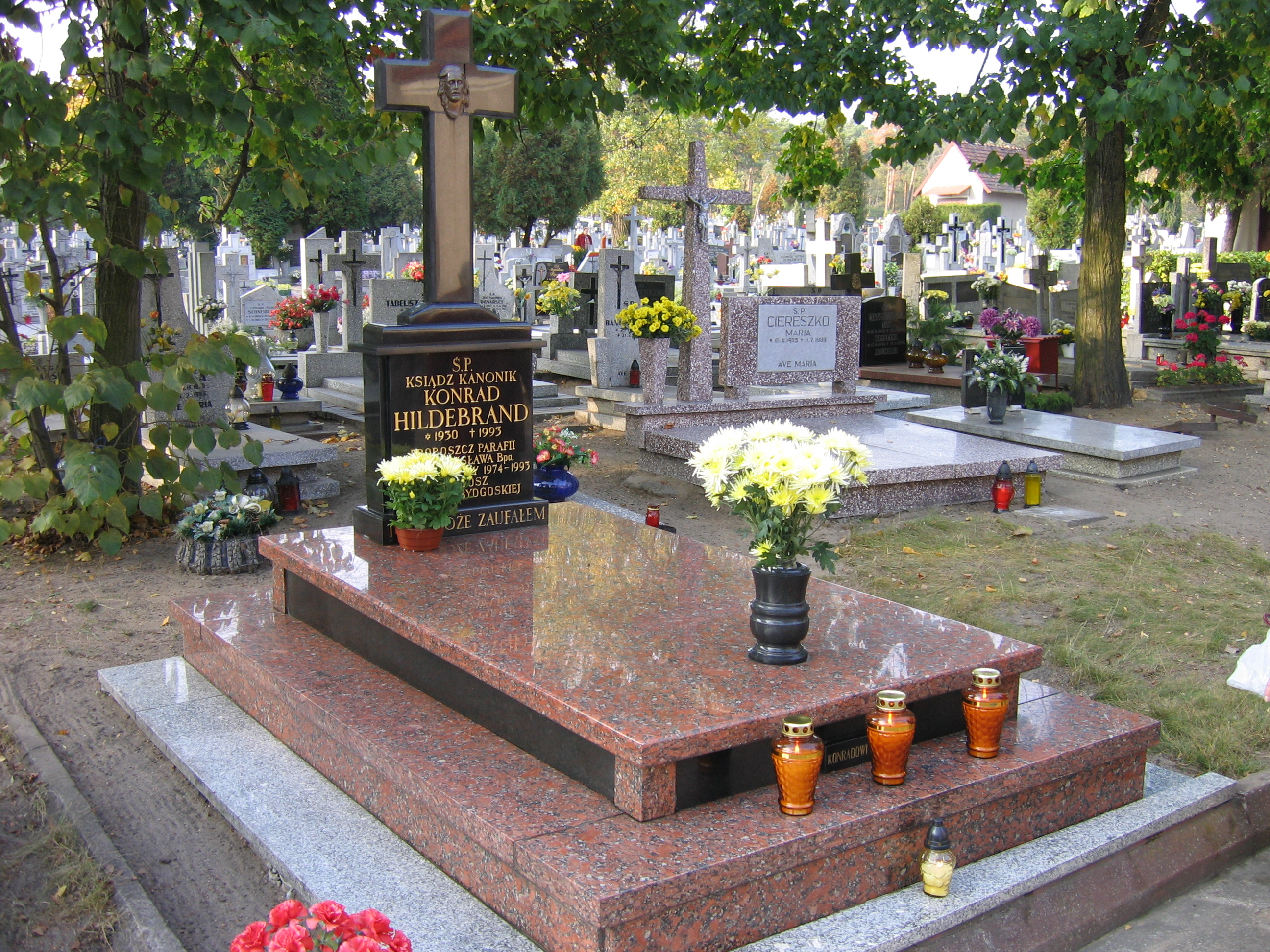
Grób ks. kanonika Konrada Hildebranda na cmentarzu parafialnym przy kościele - wieloletniego proboszcza parafii św. Stanisława Biskupa w Bydgoszczy